# Harpagus
A Harpagus a madarak osztályának vágómadár-alakúak (Accipitriformes) rendjébe és a vágómadárfélék (Accipitridae) családjába és a kányaformák (Milvinae) alcsaládjába tartozó nem.

## Rendszerezés
A nembe  az alábbi 2 faj tartozik:
- piroslábú fogaskánya (Harpagus diodon)
- rozsdásmellű fogaskánya (Harpagus bidentatus)